# Chroniques de Hainaut
Les Chroniques de Hainaut est un manuscrit enluminé en trois volumes à la gloire de Philippe le Bon qui retrace l'histoire du comté de Hainaut jusqu'à la fin du XIVe siècle.  Rédigées par Jacques de Guise, elles ont été traduites du latin par Jean Wauquelin, fol. 1. Mons et Bruxelles, 1447-1448. Conservé à Bruxelles, Bibliothèque royale de Belgique, Manuscrits, MS.9242-9243-9244.

## LesChroniques de Hainaut
Il s'agit de la traduction en français, réalisée vers 1446-1450 par Jean Wauquelin des Annales historiae illustrium principum Hannoniæ, récit en latin écrit par Jacques de Guise vers 1390-1396, divisé en trois volumes.
Richement enluminé, le manuscrit, conservé à Bruxelles (Bibliothèque royale de Belgique), est conçu pour le duc de Bourgogne Philippe le Bon. Seul le premier volume a été réalisé du vivant de Wauquelin. D'autre part, les deux autres volumes sont restés à l'état de brouillon destiné à être mis en forme.
Le manuscrit a été publié par Galliot du Pré à Paris en 1532.

## La miniature de Rogier Van der Weyden

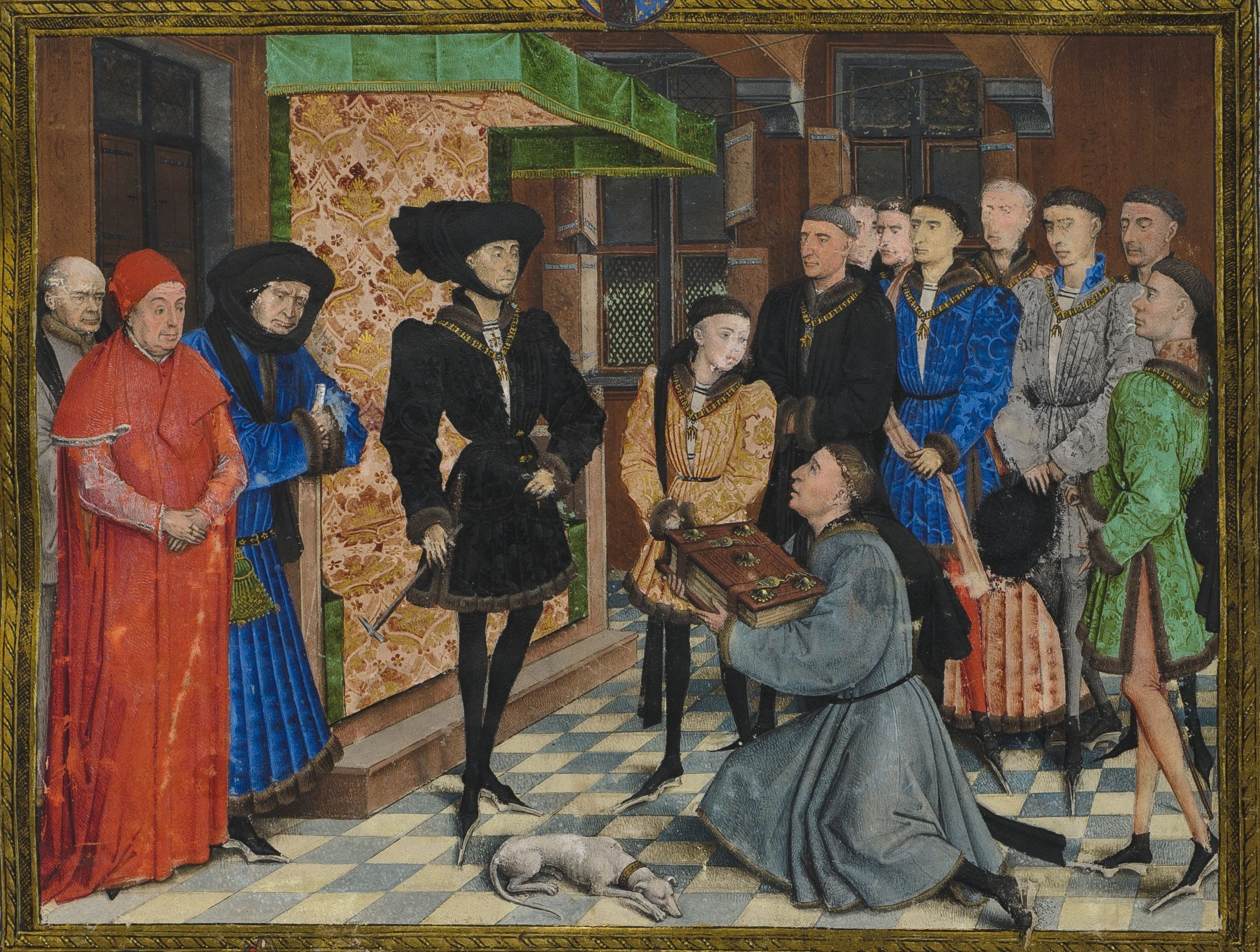
Rogier van der Weyden
Miniature de présentation dans les Chroniques de Hainaut.

Le frontispice du premier volume représente la Présentation des Chroniques de Hainaut à Philippe le Bon par Jean Wauquelin. Cette miniature de Rogier Van der Weyden est datée de 1447. Jean Wauquelin, agenouillé devant Philippe le Bon, lui présente son ouvrage. Alors âgé de treize ou quatorze ans, Charles le Téméraire se tient à côté de son père. Sur la gauche, le personnage en bleu est le chancelier de Bourgogne Nicolas Rolin, celui en rouge est Jean Chevrot, évêque de Tournai. Le groupe se trouvant à droite de la composition rassemble huit chevaliers de la Toison d'or, ordre fondé par Philippe le Bon en 1430.
Dix autres miniatures du manuscrit (f.75, 175v, 267, 274v, 277, 281, 284v, 286v, 291) sont attribuées au Maître de l'Alexandre de Wauquelin. Les miniatures du second tome sont attribuées à Willem Vrelant et à son collaborateur, le Maître de la Vraie Cronicque descoce et celles du troisième à Loyset Liédet.